# Moinho do Maralhas
O Moinho do Maralhas é um edifício histórico na vila de Aljustrel, na região do Alentejo, em Portugal.

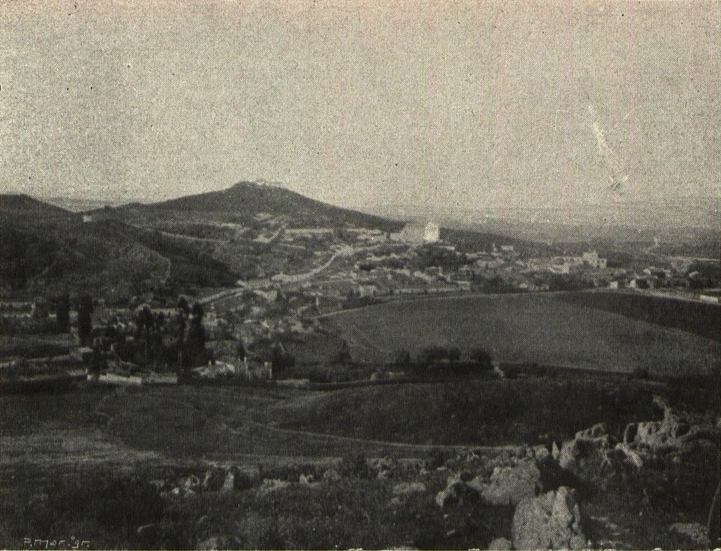
Fotografia de Aljustrel, tirada provavelmente da área do Moinho do Maralhas. Imagem publicada na revista Serões, em 1907.

## Descrição e história
O edifício situa-se numa colina a Sul de Aljustrel, conhecida como Cabeço da Forca, num local que permite uma excelente vista panorâmica sobre o casario da vila. Integra um pólo museológico, o Núcleo do Moinho de Vento, administrado pelo Museu Municipal de Aljustrel.
É um dos poucos sobreviventes do antigo conjunto de moinhos de vento em redor da vila, que chegou a atingir os dezassete exemplares, tendo a maior parte ficado ao abandono ou sido destruídos após terem perdido as suas funções. O nome de Maralhas vem provavelmente do seu proprietário nos finais de oitocentos, e nas décadas de 1940 e 1950 já tinha mudado de dono, sendo então conhecido como Moinho do Chico Moleirinho. Nas imediações encontra-se um outro moinho, conhecido como Malpique, que funcionou provavelmente até à década de 1940, mas que não chegou a ser reparado, tendo chegado a um avançado estado de ruína.
O moinho foi alvo de obras de recuperação em 1989 e depois em 2011, passando a ter funções educativas, servindo para explicar os antigos processos de moagem de cereais, e ao mesmo constituindo um exemplo da arquitectura tradicional. Também funciona como centro de aprendizagem para outras temáticas ligadas à agricultura, tendo por exemplo albergado, em Janeiro de 2017, um programa educativo infantil sobre a apanha da azeitona e a sementeira do trigo. Em 2014, a área em redor do moinho foi alvo de uma intervenção no sentido de melhorar as condições daquele espaço de lazer, e em Julho de 2021, estava em curso a instalação de um miradouro na área do Moinho do Maralhas.

## Leitura recomendada
- LOBATO, João Rodrigues Lobato (2005). Aljustrel: Monografia. Aljustrel: Câmara Municipal de Aljustrel. 432 páginas